# تيريزا هسو
تيريزا هسو (بالصينية: 許哲؛ بالإنجليزية: Teresa Hsu Chih) هي عاملة إجتماعية سنغافورية، ولدت في 7 يوليو 1898 في شانتو في الصين، وتوفيت في 7 ديسمبر 2011 في سنغافورة.

## وصلات خارجية
- الموقع الرسمي